# Leptopelis natalensis
Leptopelis natalensis är en groddjursart som först beskrevs av Smith 1849.  Leptopelis natalensis ingår i släktet Leptopelis och familjen Arthroleptidae. IUCN kategoriserar arten globalt som livskraftig. Inga underarter finns listade i Catalogue of Life.